# D'Eugénie à Emilie
d'Eugénie à Emilie est un restaurant situé à Saint-Ghislain, en Belgique, qui a reçu deux étoiles au Guide Michelin. Le chef est Eric Fernez.

## Étoiles Michelin
- Depuis 2016

## Gault et Millau
- 17,5/20